# Rhynchostegiella hawaica
Rhynchostegiella hawaica är en bladmossart som beskrevs av Brotherus 1909. Rhynchostegiella hawaica ingår i släktet nålmossor, och familjen Brachytheciaceae. Inga underarter finns listade i Catalogue of Life.